# Aerobot

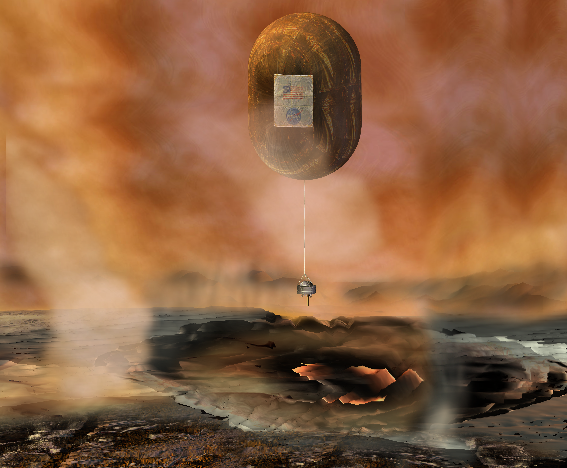
El mòdul d'aterratge Venus In-Situ Explorer proposat llançaria un globus meteorològic

Un aerobot és un robot aeri normalment utilitzat en el context de sondes espacials no tripulades, o vehicles aeris no tripulats.
Des de la dècada dels 60, el treball s'ha centrat en el disseny de robots “rovers” per explorar la Lluna i altres planetes del Sistema solar, però aquests vehicles han demostrat tenir limitacions. Solen ser bastant costosos, el rang d'operació quant a la superfície del cos celeste a estudiar és molt limitat i, a causa del retard de les comunicacions a causa de la distància a la qual es troba el vehicle, han de ser suficientment intel·ligents per pilotar-se a si mateix sense provocar-se danys.
En planetes amb atmosfera, sigui el que sigui la seva composició, existeix una alternativa: un robot aeri autònom, o “aerobot”. La majoria de les propostes d'aerobots estan basades en aeròstats que són normalment globus i, ocasionalment, dirigibles. En sobrevolar qualsevol obstacle, un globus pot explorar grans regions d'un planeta de manera precisa a un cost relativament baix. També ha estat proposat l'ús d'avions en exploració planetària.

## Fonaments dels globus
Encara que la idea d'enviar un globus a un altre planeta sembli estranya inicialment, els globus tenen un gran nombre d'avantatges per a l'exploració planetària. Són lleugers i el seu cost és relativament baix. A més, són capaços d'explorar una gran quantitat de terreny, que poden examinar amb molt més detall que un satèl·lit en òrbita, a causa de l'altura a la qual volen. En missions d'exploració, el no poder controlar la seva direcció no és el seu major desavantatge, ja que generalment no necessiten ser dirigits a una localització específica.
El disseny de globus per a missions planetàries implica alguns conceptes originals. Un d'ells és el globus Montgolfiere solar o d'infrarojos. És un globus d'aire calent l'embolcall del qual està feta d'un material que capta calor dels raigs solars, o de la calor que radia la superfície d'un planeta. El color negre és el millor per absorbir calor, però altres factors han de ser tinguts en compte i el material no ha de ser necessàriament d'aquest color.
El globus Montgolfiere compta amb diversos avantatges per a l'exploració planetària, ja que són més fàcils d'implementar que un globus de gas lleuger, no requereixen necessàriament un dipòsit de gas, i permeten petites pèrdues. Com a desavantatge cal destacar que solament poden volar durant les hores del dia.
Un altre concepte de globus és el de “fluid reversible”. Està compost per un embolcall connectat a un dipòsit, el qual conté un fluid que es pot evaporar fàcilment. El globus pot pujar transformant el fluid en gas, i descendir condensant el gas de nou en fluid. Existeixen diverses maneres d'implementar aquest esquema, però el principi físic és el mateix en tots els casos.
Un globus dissenyat per a exploració planetària ha de portar una petita góndola que contingui la instrumentació de mesura, el sistema de potència i els subsistemes de control i comunicacions. Degut les restriccions de pes i de subministrament d'energia, el subsistema de comunicacions serà generalment petit i de baixa potència, i les comunicacions interplanetàries es realitzaran a través d'una sonda orbitant al planeta actuant com a repetidor.
Un Montgolfiere solar es desinflarà a la nit, per la qual cosa haurà de tenir una corda a mode de guia unida a la part inferior de la góndola que s'enrotllarà a la superfície i ancorarà el globus durant les hores de foscor. La corda guia estarà fabricada de materials de baixa fricció per evitar quedar atrapada o enganxar-se en els diferents accidents geogràfics que presenta la superfície.
En lloc del sistema format per la góndola i la corda guia, el globus podria portar una "serp" instrumentada més gruixuda, que combini les funcions de les dues anteriors. Aquest disseny és idoni per fer mesures directes sobre la superfície.e.
El globus també podria estar ancorat en un mateix lloc per realitzar observacions atmosfèriques. Aquests globus estàtics són coneguts com a “aeròstats”.
Un dels aspectes més complicats de les operacions planetàries amb globus és la seva posada en servei. Normalment, l'aerobot entra en l'atmosfera planetària en un “aeroescut” o “aeroshell” (Un escut tèrmic amb forma de con pla). Després de l'entrada atmosfèrica, un paracaigudes extreu l'estructura del globus de l'aeroescut, el qual cau lluny en la superfície del planeta. És llavors quan l'estructura del globus es desplega i s'infla.
Un cop operatiu, l'aerobot és capaç de dur a terme la seva missió de forma autònoma, rebent només uns pocs comandaments generals de la Terra. El globus podrà navegar en tres dimensions, adquirir i guardar dades científiques, realitzar control de vol variant la seva altitud i fins i tot aterrar en llocs específics per proporcionar una investigació més detallada.

### Els globus del programa Vega

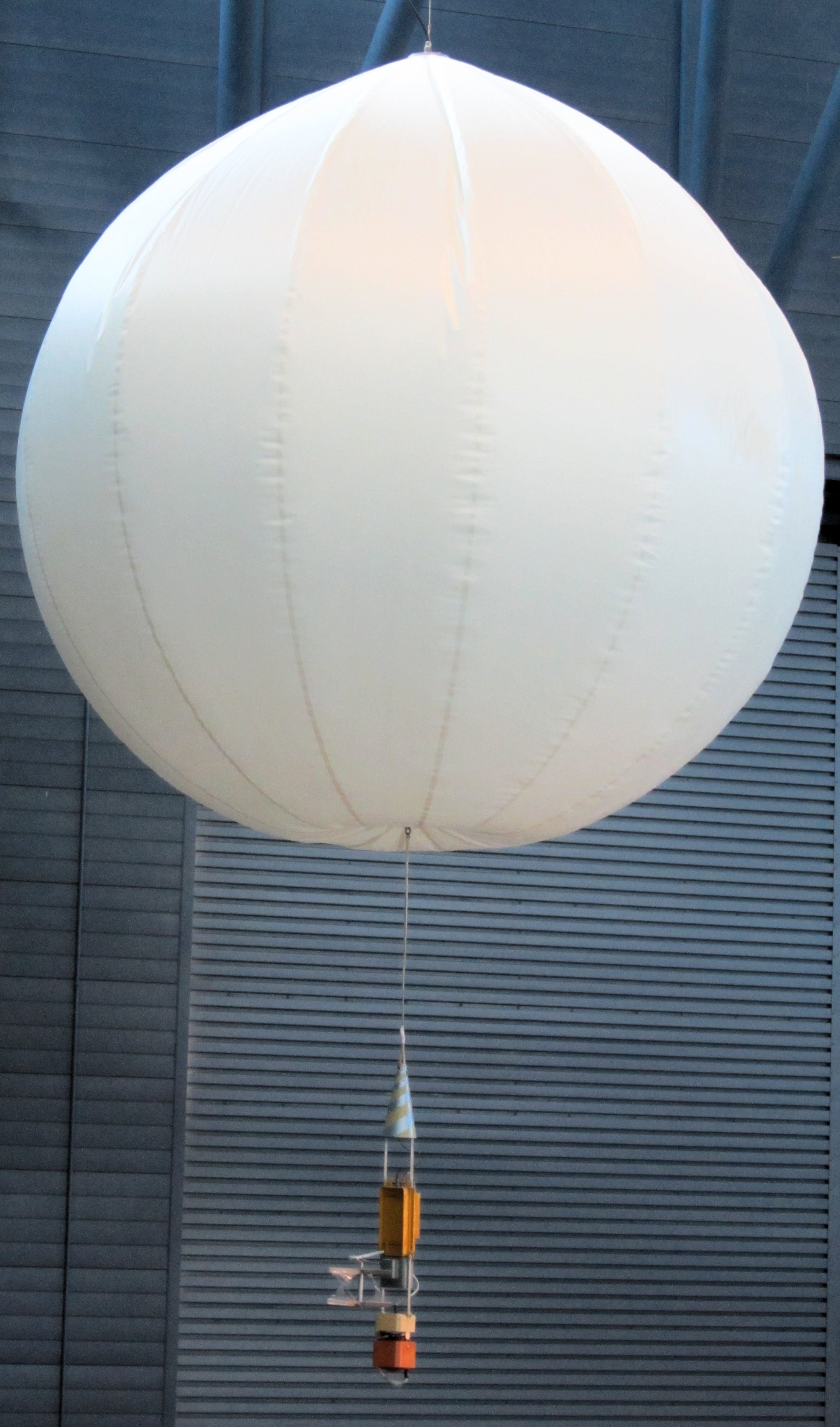
Sonda del globus Vega en exhibició en el Udvar-Hazy Center de la Institució Smithsonian.

La primera, i fins ara l'única, missió de globus planetària va ser realitzada per l'Institut de Recerques Espacials de l'Acadèmia Soviètica de Ciències en col·laboració amb el Centre Nacional d'Estudis Espacials francès (CNES) el 1985. Un globus petit, similar en aparença als globus meteorològics terrestres, va ser transportat en cadascuna de les sondes soviètiques Vega Venus, llançades el 1984.
El primer globus es va introduir en l'atmosfera de Venus l'11 de juny de 1985, i el segon quatre dies després. El primer va fallar després de 56 minuts, però el segon es va mantenir operatiu durant una mica menys de dos dies terrestres, fins que les seves bateries es van esgotar.
Els globus Vega Venus van ser idea de Jacques Blamont, científic principal en el CNES i considerat el pare de l'exploració planetària usant globus. Va donar suport enèrgicament aquest concepte i va aconseguir suport internacional per al projecte.
Els resultats científics de les sondes Vega Venus van ser modestos. El més important és que va quedar demostrada clarament la utilitat de globus en exploració planetària

### Aerobots i l'exploració de Mart
Després de l'èxit dels globus Vega Venus, Blamont es va centrar en una missió més ambiciosa a Mart per ser transportat en una sonda espacial soviètica.
La pressió atmosfèrica a Mart és aproximadament 150 vegades menor que a la Terra. En aquest tipus d'atmosfera prima, un globus amb un volum d'entre 5.000 i 10.000 metres cúbics (entre 178.500 i 357.000 peus cúbics) podria portar una càrrega de 20 quilograms (44 lliures), mentre que un globus amb un volum de 100.000 metres cúbics (3.600.000 peus cúbics) podria portar 200 quilograms (440 lliures).
Blamont ha dirigit experiments amb Montgolfieres solars, realitzant al voltant de 30 vols des de finals de la dècada dels 70 fins a principi dels 90. Els Montgolfieres van volar a una altitud de 35 quilòmetres, on l'atmosfera terrestre és tan fina i freda com la de Mart, i un d'ells va estar en vol durant 69 dies, donant dues vegades la volta a la Terra.
Els primers conceptes sobre el globus de Mart es van centrar en un sistema de "globus dobles", amb un d'ells segellat i farcit d'hidrogen o heli lligat a un Montgolfier solar. El globus de gas lleuger està dissenyat per mantenir en vol al Montgolfier durant la nit. Durant el dia, el Sol escalfaria el globus solar, provocant que el sistema s'elevés.
Finalment, es decideix per un globus d'heli fabricat de pel·lícula de PET aluminitzada, i amb un volum de 5.500 metres cúbics (196.000 peus cúbics). El sistema s'elevaria amb la calor durant el dia, i baixaria quan es refredés a la nit.
La massa total de l'estructura del globus era de 65 quilograms (143 lliures), amb una góndola de 15 quilograms (33 lliures) i una corda guia instrumentada de 13,5 quilograms (30 lliures). Tenia previst una operativitat de 10 dies. Desafortunadament, malgrat el considerable treball realitzat en el globus i els seus subsistemes, els problemes amb el finançament rus van impedir el seu llançament el 1992, 1994 i 1996. Finalment, el globus es va eliminar del projecte a causa del seu cost.

## Experiments amb aerobots del JLP (NASA)
Per aquesta època, el Laboratori de Propulsió a raig (JLP) de la NASA va començar a interessant en la idea d'aerobots planetaris i, de fet, un equip dirigit per Jim Cutts del JLP ha estat treballant en idees per aerobots planetaris durant diversos anys, a més de dur a terme experiments per validar la tecnologia dels aerobots.
El primer d'aquest tipus d'experiments es va centrar en una sèrie de globus de fluid reversible, sota el nom de projecte ALICE («Altitude Control Experiment»). El primer d'aquests globus, l'ALICE 1, va volar el 1993. L'últim vol, de l'ALICE 8, es va produir el 1997. Treballs relacionats incloure la caracterització de materials per a l'embolcall d'un globus per a Venus, i els vols de dos globus el 1996 per provar la instrumentació sota el nom de BARBE ("Balloon Assisted Radiation Budget Equipment"). El 1996, el JPL va treballar en un experiment d'un aerobot complet denominat PAT ("Planetary Aerobot Testbed", o "banc de proves de aerobot planetari"), el qual tenia com a objectiu demostrar les capacitats d'aerobots planetaris en vols en l'atmosfera terrestre. La idea del PAT era un globus de fluid reversible amb una càrrega útil de 10 quilograms que podria incloure subsistemes de navegació i càmera, i al final podria operar de forma autònoma. El projecte es va tornar massa ambiciós, i va ser cancel·lat el 1997. El JLP va continuar treballant en experiments més especialitzats i de baix cost orientats al disseny d'un aerobot per a Mart, sota el nom de MABVAP ("Mars Aerobot Validation Program"). Aquests experiments van incloure deixar anar sistemes de globus des de globus d'aire calent i helicòpters per validar la fase de desplegament en una missió planetària, i el desenvolupament d'embolcalls per a globus de superpressió amb materials i estructures adequades per a missions de llarga durada a Mart. El JLP també va proporcionar un conjunt de sensors de navegació i atmosfèrics per als vols del globus Solo Spirit al voltant del món, per d'aquesta manera donar suport a les missions amb globus i validar tecnologies per aerobots planetaris. Mentre aquestes proves i experiments es duien a terme, el JLP va realitzar una sèrie d'estudis especulatius per a missions d'aerobots planetaris a Mart, Venus, la lluna de Saturn, Tità, i altres planetes exteriors.

### Mart
Els experiments MABVAP del JLP van ser ideats per realitzar una missió amb un aerobot a Mart (MABTEX - "Mars Aerobot Technology Experiment", experiment tecnològic amb aerobot per a Mart). Com el seu nom indica, MABTEX va ser inicialment dissenyat per provar la tecnologia operacional com a precursora d'esforços més ambiciosos. Aquest va ser concebut com un petit globus de superpressió, que seria transportat a Mart en una "microsonda" el pes del qual no sobrepassaria els 40 quilograms (88 lliures). Un cop a l'atmosfera, el globus no hauria de pesar més de 10 quilograms (22 lliures) i hauria d'estar operatiu durant una setmana. Una petita góndola contindria l'electrònica de navegació i control, amb un sistema d'imatge estèreo a més. d'un espectròmetre i un magnetòmetre.
Prenent el MABTEX com a base, es pretén dissenyar un aerobot molt més sofisticat denominat MGA ("Mars Geoscience Aerobot"). Dissenys conceptuals pel MGA es basen en un sistema de globus de superpresión com la del MABTEX, però molt més gran. El MGA podria portar una càrrega útil 10 vegades superior al del seu predecessor i podria mantenir-se en vol durant tres mesos, donant la volta a Mart més de 25 vegades, i cobrint una distància d'uns 500.000 quilòmetres (310.000 milles). La càrrega útil inclouria equipament sofisticat, com un sistema d'imatge estèreo d'ultraalta resolució, amb possibilitat de formar imatges obliquament; una sonda radar per buscar aigua subterrània, un espectroscopi d'infrarojos per a la cerca de minerals importants, un magnetòmetre, i instruments meteorològics i atmosfèrics. El MABTEX podria ser seguit en cada volta per un petit dirigible alimentat per energia solar denominat MASEPA ("Mars Solar Electric Propelled Aerobot").

### Venus
El JPL també ha realitzat estudis similars en aerobots per a Venus. Un VEBTEX ("Venus Aerobot Technology Experiment", experimentació tècnica amb aerobots per a Venus) ha estat considerat un experiment per a validació tecnològica, però sembla haver-se centrat més en missions completament operatives. Una de les missions, l'aerobot multisonda Venus o VAMS ("Venus Aerobot Multisonde"), planteja un aerobot actuant a una altitud per sobre de 50 quilòmetres (31 milles) que podria deixar anar sondes en objectius específics de la superfície. El globus podria retransmetre la informació de les sondes directament a la Terra, a més de recollir dades del camp magnètic planetari i altra informació. El VAMS no requeriria cap tecnologia nova i podria ser apropiat per al programa Discovery de la NASA.
Així mateix, s'ha realitzat treball important en una idea més ambiciosa; el "Venus Geoscience Aerobot" o VGA. Dissenys del VGA plantegen un globus relativament gran de fluid reversible, ple d'heli i aigua, que podria baixar a la superfície de Venus per prendre mostres i elevar-se de nou a gran altura per refredar-se.
Desenvolupar un aerobot resistent a les altes pressions i temperatures de la superfície de Venus (fins a 480 graus Celsius, o 900 graus Fahrenheit) que sigui capaç de travessar núvols d'àcid sulfúric, necessitarà de noves tecnologies. El 2002, s'esperava que el VGA estigués llest a finals de la següent dècada. Un prototip d'embolcall de globus va ser fabricat en polibenzoxazole, un polímer que exhibeix gran força, resistència a la calor i petites fuites per a gasos lleugers. A la pel·lícula de polímer se li aplica un recobriment d'or perquè pugui resistir la corrosió dels núvols d'àcid.
També s'ha treballat en la góndola del VGA, la qual pesaria al voltant de 30 quilograms (66 lliures). En aquest disseny, la majoria dels instruments es troben dins d'un recipient esfèric resistent a la pressió (fins a 100 atmosferes, mantenint temperatures internes per sota de 30 ⁰C fins i tot en la superfície de Venus), amb un escut extern de titani i un altre intern d'acer inoxidable. El recipient conté una càmera d'estat-sòlid i altres instruments com els sistemes de control de vol i comunicacions. Està unit a la part posterior d'una "cistella" hexagonal de panells solars i aquesta, al seu torn, s'uneix amb el sistema del globus; i està envoltat per un anell de tubs que actuen com a bescanviador de calor. Una antena de comunicacions per a banda S es munta en la vora de la cistella, i una antena de radar per a estudis de la superfície es munta en un pal.
La Venus Atmospheric Maneuverable Platform (VAMP) és un concepte de missió de les companyies aeroespacials Northrop Grumman i LGarde per a una aeronau inflable semiflotant propulsada, de llarga durada que exploraria l'atmosfera superior de Venus a la recerca de biosignatures i mesuraments atmosfèrics.

### Tità
Tità, la lluna més gran de Saturn, és un objectiu atractiu pels aerobots d'exploració. Compta amb una atmosfera de nitrogen cinc vegades més densa que la de la Terra i posseeix una boira fotoquímica de compostos orgànics que oculten la superfície dels sensors visuals. Un aerobot podria ser capaç de penetrar aquesta boirina per estudiar la superfície de la lluna i cercar molècules orgàniques complexes. La NASA ha esbossat diversos conceptes diferents de missions amb aerobots a Tità, sota el nom de "Titan Biologic Explorer" (exploració biològica de Tità).
Un d'aquests conceptes, conegut com a "Titan Aerobot multisite", involucra un globus de fluid reversible ple d'argó que podria baixar des de gran altitud a la superfície de la lluna, realitzar mesuraments i elevar-se de nou a gran altura per realitzar mesuraments i desplaçar-se a diferents llocs. Un altre concepte, el "Titan Aerobot Singlesite", podria utilitzar un globus de superpressió que seleccionaria un sol lloc, expulsaria la majoria del seu gas i estudiaria detalladament el lloc.
Una variació enginyosa d'aquest esquema, conegut com a "Titan Aerover", combina els conceptes d'aerobot i rover. Aquest vehicle es caracteritza per una estructura triangular que connecta tres globus, cada un de dos metres de diàmetre. Després de l'entrada en l'atmosfera de Tità, l'aerover romandria allà fins a trobar un lloc interessant; llavors expulsaria heli per baixar a la superfície. Els tres globus podrien servir de flotadors o rodes, segons fos necessari. El JPL ha construït un prototip simple que sembla tres pilotes de platja en una estructura tubular.
Independentment de la forma que prengui la missió, el sistema podria requerir un generador termoelèctric per radioisòtops com a font d'energia. L'energia solar podria no ser viable a la distància de Saturn i amb la boira de Tità, i unes bateries no serien adequades per a aquesta missió. L'aerobot podria transportar un laboratori químic en miniatura per cercar organismes químics complexos.
Fora del JPL, altres missions per estudiar Tità proposen aeronaus (MIT i NASA Glenn) i un aeroplà (NASA Ames).

### Júpiter
Finalment, els aerobots es podrien utilitzar en l'atmosfera de Júpiter i altres planetes gasosos. Com que les atmosferes d'aquests planetes estan compostes majoritàriament per hidrogen, i com no hi ha un gas més lleuger que aquest, el tipus d'aerobot podria ser un Montgolfiere. Com que la llum del sol és molt feble a aquestes distàncies, l'aerobot obtindria la majoria de la calor de l'energia infraroja radiada pel planeta.
Un aerobot per a Júpiter podria operar a altituds on la pressió de l'aire sigui des d'una a deu atmosferes, descendint ocasionalment per a fer estudis detallats. Podria realitzar mesuraments atmosfèrics i enviaria imatges i mesuraments remots de fenòmens meteorològics, com la Gran Taca Vermella de Júpiter. També podria deixar anar sondes en l'atmosfera i retransmetre les seves dades a una nau en òrbita abans que aquestes sondes siguin destruïdes per la temperatura i la pressió.

## Aeronau planetària

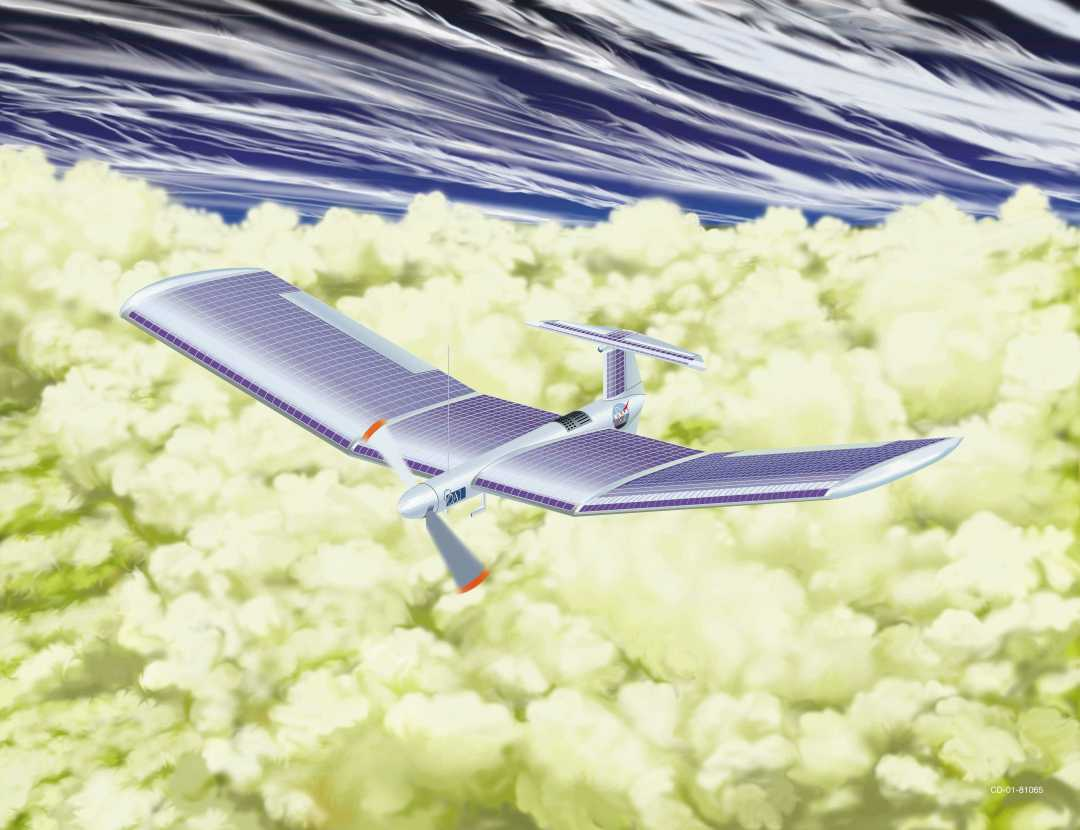
Concepció artística per a un avió en Venus.

Conceptes d'aeronaus amb ales han estat proposats per a l'exploració de l'atmosfera de Mart, Venus, Tità, i fins i tot Júpiter.
Els principals reptes tècnics per volar a Mart inclouen:
1. Comprendre i modelar el baix nombre de Reynolds i l'alt nombre Mach en aerodinàmica.
2. Construir dissenys d'aeronaus i aeroestructures apropiades per a Mart.
3. Dominar la dinàmica per al desplegament de l'aeroescut en descens en l'entrada a l'atmosfera.
4. Integrar un subsistema de propulsió sense flux d'aire dins del sistema.

Un concepte d'aeronau, l'ARES, va ser seleccionat per dur a terme un estudi detallat del disseny com un dels quatre finalistes per al programa "Mars Scout" de la NASA, però finalment no va ser escollit en favor de la missió Phoenix. En l'estudi del disseny, diverses aeronaus es van provar en les condicions atmosfèriques de Mart.